# Distretto di Ahlat
Il distretto di Ahlat (in turco Ahlat ilçesi) è uno dei distretti della provincia di Bitlis, in Turchia.